# 车辆融资租赁
车辆融资租赁（Vehicle leasing）又稱為车辆以租代购，是汽车金融的一种业态，目前并未形成全球统一的定义，在美国主要是承租人定期向出租人支付租金以获得汽车的使用权，当租赁期满，承租人可选择支付合同中约定的残值以买断汽车，合同残值一般是由融资租赁公司设定的锁定价值，与实际处置价格相比可能会有出入，租赁合同可以经营性租赁或融资性租赁的形式签订。

## 业务形态
中国区域融资租赁的特点在于，购车方以较低的初始投入（首付）获得车辆使用权，车辆作为资产抵押给资本提供方。在未『过户』前，车辆归属于融资租赁公司名下。
在美国，融资租赁是普通民众购车的一种常见形态，乔布斯为代表人物，他没有固定购买的车辆，更多地是通过融资租赁的方式获得车辆使用权。
融资租赁的产品形态非常灵活，从3个月到1年期、2年、甚至5年期均有。
车辆类型上从民用轿车到特种车辆均有分布。
中国大陆地区，乘用车融资租赁在2016年之后有不少新型公司出现，包括传统汽车制造商也都有所涉足，如大众汽车、宝马、奔驰等公司皆成立了自己的融资租赁公司或收购了相关公司，还有互联网公司背景的公司，如滴滴、易鑫等进入市场，同期由于网约车行业的增长，带动了融资租赁这一业态在中国地区的成长。阿里巴巴投资的大搜车也利用其下品牌『弹个车』开展对普通用户的融资租赁业务。
特种车辆中，大型工程机械类车辆、农用车辆、环卫车辆等，多由车辆的生产商或其负责金融业务的子公司、金融部门提供融资租赁业务，业内常称之为『主机厂金融』。如卡特彼勒、约翰迪尔等。